# Al-Fateh Saudi Club 2023-2024
Questa voce raccoglie le informazioni riguardanti l'Al-Fateh Saudi Club nelle competizioni ufficiali della stagione 2023-2024.

## Stagione
Il capocannoniere della stagione è Cristian Tello, con 11 reti in 29 partite di campionato e 1 goal in 2 match di Coppa del Re.

## Rosa
Aggiornata al 19 maggio 2024.
| N. |                           | Ruolo | Calciatore         |
| -- | ------------------------- | ----- | ------------------ |
| 1  | Svezia (bandiera)         | P     | Jacob Rinne        |
| 2  | Arabia Saudita (bandiera) | D     | Ali Al-Zubaidi     |
| 5  | Arabia Saudita (bandiera) | D     | Fahad Al-Harbi     |
| 7  | Arabia Saudita (bandiera) | C     | Mukhtar Ali        |
| 8  | Arabia Saudita (bandiera) | C     | Housain Al-Mogahwi |
| 9  | Arabia Saudita (bandiera) | A     | Firas Al-Buraikan  |
| 10 | Armenia (bandiera)        | C     | Lucas Zelarayán    |
| 11 | Marocco (bandiera)        | C     | Mourad Batna       |
| 14 | Arabia Saudita (bandiera) | C     | Mohammed Al-Fuhaid |
| 15 | Arabia Saudita (bandiera) | C     | Hassan Abdullah    |
| 16 | Arabia Saudita (bandiera) | C     | Nooh Al-Mousa      |
| 17 | Marocco (bandiera)        | C     | Marwane Saadane    |
| 18 | Arabia Saudita (bandiera) | C     | Hussain Al-Nakhli  |

| N. |                           | Ruolo | Calciatore        |
| -- | ------------------------- | ----- | ----------------- |
| 19 | Arabia Saudita (bandiera) | A     | Mohammed Majrashi |
| 22 | Algeria (bandiera)        | C     | Hillal Soudani    |
| 24 | Arabia Saudita (bandiera) | D     | Amaar Al-Dohaim   |
| 25 | Arabia Saudita (bandiera) | D     | Tawfiq Buhumaid   |
| 26 | Arabia Saudita (bandiera) | C     | Ali Al-Zaqan      |
| 27 | Arabia Saudita (bandiera) | A     | Saeed Al-Dosari   |
| 28 | Algeria (bandiera)        | C     | Sofiane Bendebka  |
| 37 | Spagna (bandiera)         | C     | Cristian Tello    |
| 83 | Arabia Saudita (bandiera) | D     | Salem Al-Najdi    |
| 87 | Arabia Saudita (bandiera) | D     | Qasim Al-Oujami   |
| 88 | Norvegia (bandiera)       | C     | Gustav Wikheim    |
| 91 | Camerun (bandiera)        | C     | Tristan Dingomé   |
| 99 | Arabia Saudita (bandiera) | A     | Hassan Al-Salis   |